# Jennifer Crowder

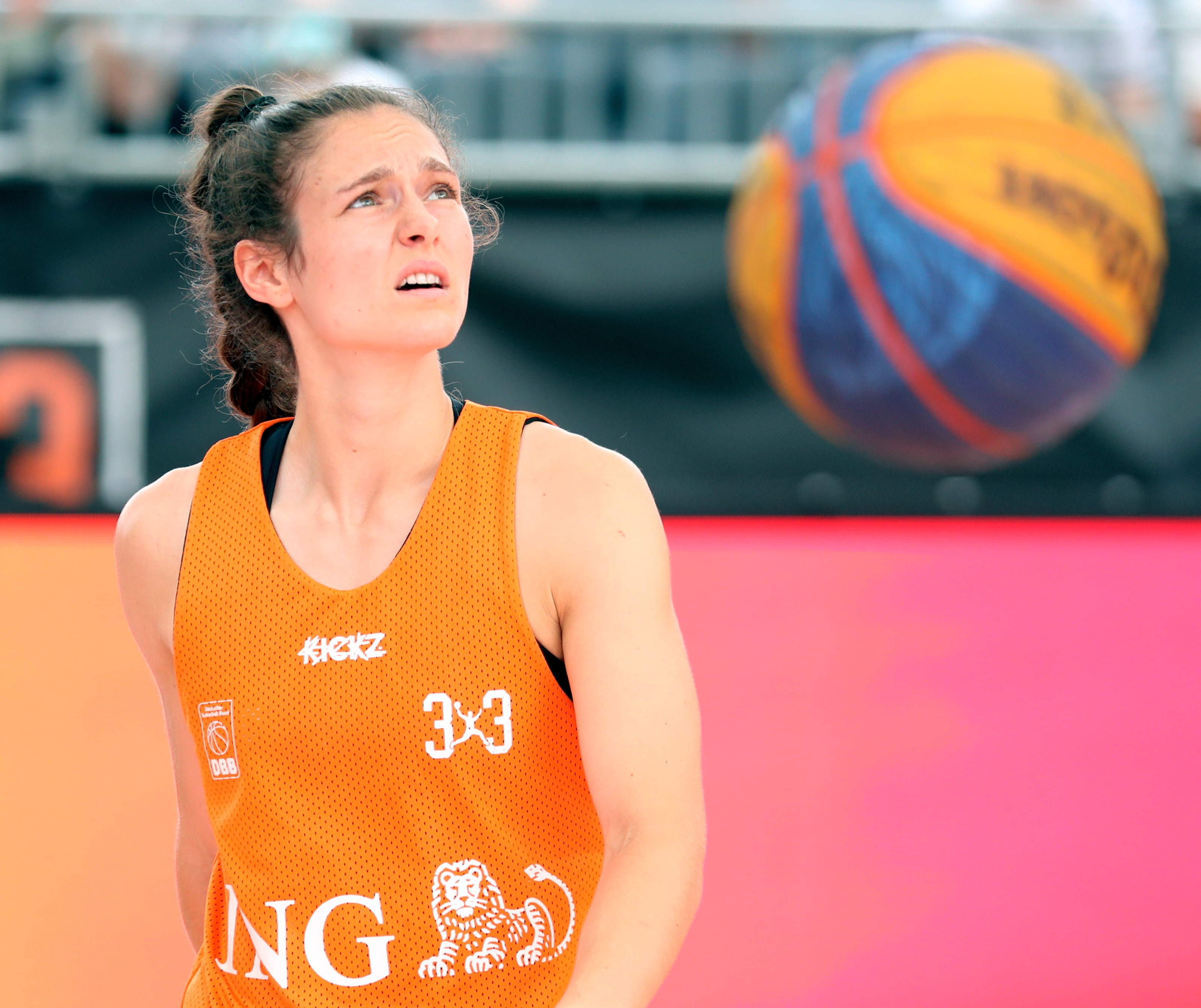
Jennifer Crowder (2022)

Jennifer Crowder (* 10. April 1996) ist eine deutsche Basketballspielerin.

## Werdegang
Crowder, die 2005 mit dem Basketballsport begann, spielte in der Jugend der BG 74 Göttingen, wurde deutsche Meisterin in der Altersklasse U15 und mit 16 Jahren in Göttingens Zweitligaaufgebot aufgenommen. Nach bestandener Hochschulreife 2014 verließ sie Göttingen und ging zum Bundesligisten BC Marburg. Dank Doppelspielrecht kam sie auch beim Zweitligisten Bender Baskets Grünberg zum Einsatz. Zur Saison 2015/16 kehrte Crowder zur BG 74 zurück, mit der der 1,64 Meter großen Aufbauspielerin 2017 der Aufstieg in die Bundesliga gelang.
2022 stieg sie mit Göttingen aus der Bundesliga ab und spielte in der Saison 2022/23 mit der BG in der 2. Bundesliga, verpasste aber Teile des Spieljahres wegen eines Bänderrisses im Sprunggelenk, den sie am ersten Spieltag erlitt. Im Mai 2023 schaffte sie mit den „Veilchen“ die sportliche Bundesliga-Rückkehr.
Im Juni 2019 bestritt sie ihr erstes A-Länderspiel. Bei der EM 2023 zog Crowder mit Deutschland ins Viertelfinale ein. Nach dem dortigen Ausscheiden sicherte man sich in den Platzierungsspielen den sechsten Rang.
In der Sommerpause 2024 entschied sich Crowder zum Wechsel zum italienischen Zweitligisten ASD Basket Costa. Bei der EM 2025 erreichte sie mit der deutschen Auswahl wieder das Viertelfinale, dort schied man gegen Belgien aus.

### 3-gegen-3-Basketball
2022, 2023 und 2024 wurde sie deutsche Meisterin im 3-gegen-3-Basketball.

### Sonstiges
Crowder studierte Rechtswissenschaft, wurde wissenschaftliche Mitarbeiterin am Lehrstuhl für Bürgerliches Recht, Kartellrecht, Handels- und Gesellschaftsrecht sowie Rechtsvergleichung der Georg-August-Universität Göttingen und begann eine Doktorarbeit. Ihr Vater Richard ist Geschäftsführer des Göttinger Bundesligisten. Ihre Mutter und Großmutter spielten ebenfalls Basketball.